# Ян Півець
Ян Півець (чеськ. Jan Pivec; 19 травня 1907, Прага — 10 травня 1980, Прага) — чеський актор театру і кіно.

## Біографія
Був відомим чеським актором, головним чином шекспірівського репертуару. Знімався в кіно. Похований на меморіальному Виноградському кладовищі (Прага).

## Театр
- «Сон літньої ночі» Шекспіра — Оберон
- «Дама з камеліями» Дюма — Гастон Ріо
- «Юлій Цезар» Шекспіра — Тітіній
- «Ромео і Джульєтта» Шекспіра — Меркуціо
- «Фауст» Гете — Мефісто
- «Макбет» Шекспіра — Росс
- «Багато галасу з нічого» Шекспіра — Бенедикт
- «Отелло» Шекспіра — Родріго
- «Одруження» Гоголя — Кочкарьов
- «Слуга двом панам» Гольдоні — Труффальдіно
- «Приборкання норовливої» Шекспіра — Груміо
- «Отелло» Шекспіра — Яго
- «Три сестри» Чехова — Прозоров
- «Ревізор» Гоголя — Сквозняк-Дмухановський
- «Чайка» Чехова — Тригорін
- «Віндзорські  насмішниці» Шекспіра — Фальстаф

## Вибрана фільмографія

### Актор

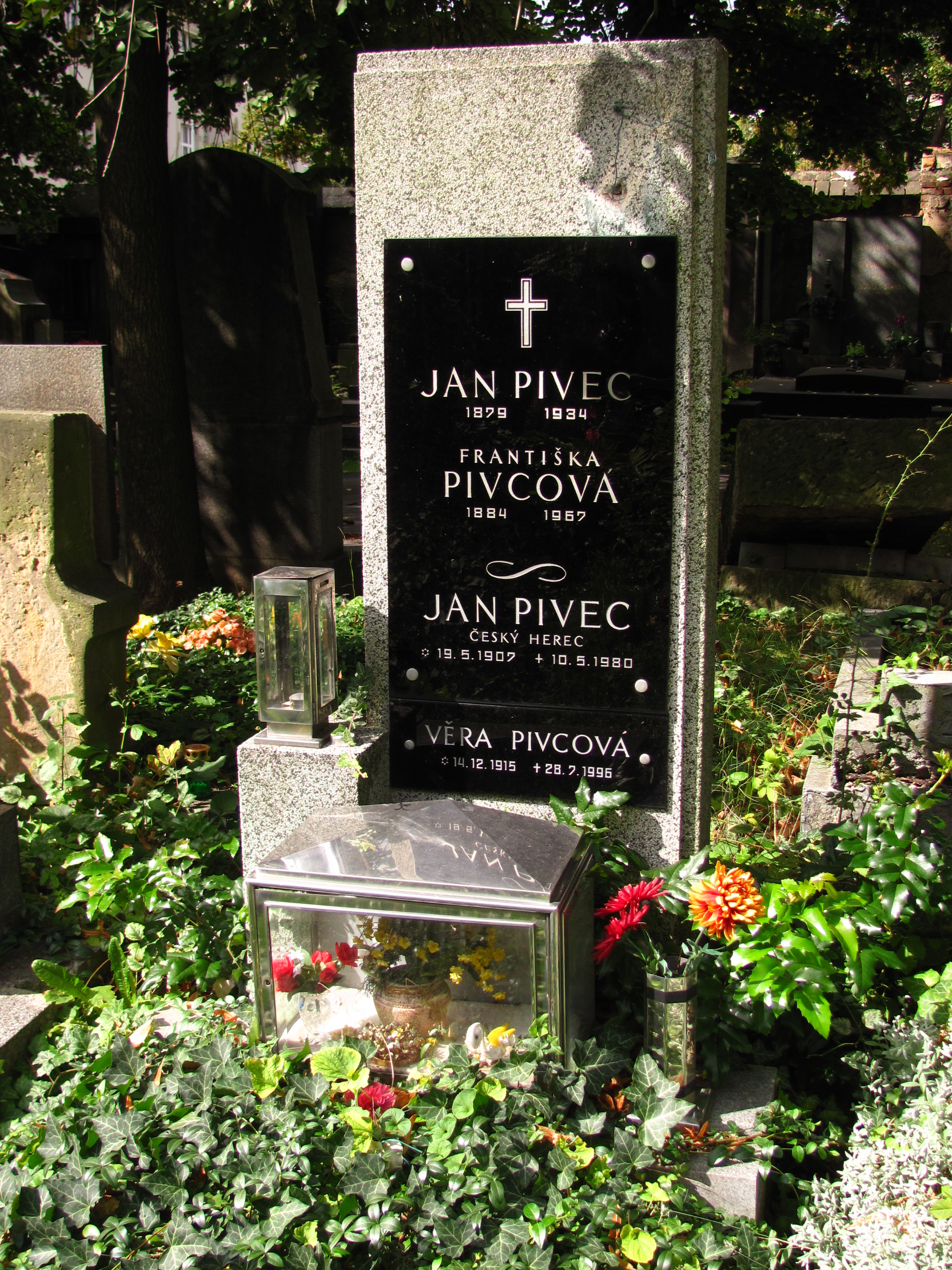
могила Яна Півеця на Виноградському кладовище Праги

- 1926 — Господар Безоушек / Pantáta Bezousek —
- 1938 — Філософська історія / Filosofská historie — Frybort
- 1942 — Чоловіки не старіють / Muzi nestárnou — Stána Járský
- 1962 — Ідіот з Ксеенемюнде / Blbec z Xeenemunde —

## Нагороди
- 1958 — Заслужений артист ЧССР
- 1963 — Народний артист ЧССР